# Hong Kong aux Jeux olympiques d'hiver de 2002
Hong Kong participe en 2002 à ces premiers Jeux olympiques d'hiver avec deux patineurs de Short-track. Bien que rétrocédé à la Chine en 1997, Hong Kong participe toujours sous son propre drapeau aux jeux.

## Épreuves

### Short-track
| Nom         | Épreuve               |
| ----------- | --------------------- |
| Christy Ren | 500 m, 1000 m, 1500 m |
| Tsoi Po Yee | 500 m, 1000 m         |